# Sulfid arseničný
Sulfid arseničný (As2S5) je anorganická sloučenina. Je sirným analogem oxidu arseničného.

## Příprava
As2S5 se připravuje srážením kyselých roztoků rozpustných arseničných solí kyselinou sulfanovou.

## Použití
Sulfid arseničný je používán jako pigment a jako meziprodukt v některých reakcích.
Také může být připraven zahříváním směsi arsenu a síry, následně se rozpustí v roztoku amoniaku a opětovně vysráží při nízké teplotě přidáním kyseliny chlorovodíkové.

## Reakce
Sulfid arseničný hydrolyzuje v horké vodě za vzniku kyseliny arsenité a síry:
As2S5 + 6 H2O → 2 H3AsO3 + 2 S + 3 H2S.
Při vyšších teplotách oxiduje na vzduchu za vzniku oxidů arsenu.